# カオスサーガ
『カオスサーガ』 (CHAOS SAGA) は、ブラウザゲーム型のMMORPGの1つ。
中国語版は「諸神黃昏」、英語版は「Guardians of Divinity」。日本ではブライブ(BRAEVE)とDMM.comが提供していた。キャッチコピーは「神の血よ…世界を救えるか!?」。
中国で開発されたゲームをブライブがローカライズ及びサーバー運営を行い、オンラインゲームサイト「DMM GAMES」を通して提供されていた。

## 経緯
2016年11月15日12時30分にサービスを開始。事前登録でサービス開始時に有力アイテムを貰える「豪華待遇キャンペーン」を実施しており、登録者数は1万人に上った。
しかしその翌日、11月16日10時35分に緊急メンテナンスとなり、そのままメンテナンスが終わることなく同日15時にサービスを終了した。サービス提供時間はわずか26時間30分、メンテナンス時間を除くプレイできた時間は21時間30分と、1日にも満たなかった。26時間30分でのサービス終了は日本国内オンラインゲーム最速記録。

## 著作権侵害問題
キャラクターやモンスターのグラフィックにはスクウェア・エニックスの『ファイナルファンタジーXI』に登場しているものとモデルが一部酷似しているため、データの盗用疑惑が噂されたが、DMM.com側は事実関係を確認中ということでコメントを控えていた。
運営会社のブライブは11月22日、公式サイト上で配信停止の理由を「第三者の権利侵害の可能性があるため」とし、12月28日「配信停止に関するご報告と再発防止について」にて正式に権利侵害があったことを報告した。
ブライブはサービス停止後に、事実確認及び検証作業を開始。ブライブとDMM.comは2017年8月4日に、『ファイナルファンタジーXI』『ファイナルファンタジーXII』のキャラクターを無断で使用したなどとして、24件の著作権侵害を行っていたことを認め、スクウェア・エニックスに謝罪した。

## ゲーム内容
オートプレイ機能の充実した2DMMORPGである。キャラクターの育成要素やインスタンスダンジョン、時限イベントが豊富に用意される予定だった。